# John Horton Slaughter

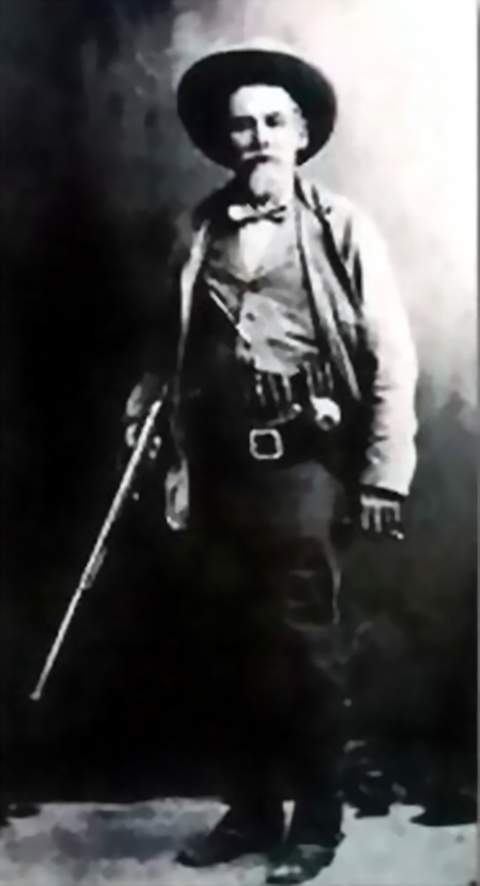
John Horton Slaughter

John Horton Slaughter, känd som Texas John Slaughter, född 2 oktober 1841 nära Many i Louisiana, död 16 februari 1922 i Douglas i Arizona, var en amerikansk sheriff, ranchägare och pokerspelare.
I början av amerikanska inbördeskriget tjänstgjorde Slaughter i polismyndigheten Texas Rangers och senare i Amerikas konfedererade staters armé.
Slaughter valdes 1886 till sheriff i Cochise County i Arizonaterritoriet. Han dödade åtminstone tolv personer i samband med sin ämbetsutövning och uppfattades som "domare, jury och bödel allt i ett".
Slaughter var en berömd gestalt i Arizona och i södra Texas samt inspirationskälla till Walt Disney-serien Texas John Slaughter i slutet av 1950-talet.